# Licaone (figlio di Pelasgo)
Licaone (in greco antico: Λυκάων?, Lykáōn) è un personaggio della mitologia greca. Fu sovrano dell'Arcadia e fu ritenuto in quasi tutte le versioni del mito come un uomo empio.

## Genealogia
Figlio di Pelasgo e dell'oceanina Melibea o Deianira. 

Sposò una ninfa naiade di nome Cillene (che in alcuni casi viene indicata come sua madre).
Licaone fu padre di almeno tre figlie: Callisto, Dia, Psophis e fu padre di cinquanta figli (di cui molti divennero eponimi di città) ed avuti da diverse concubine: Acaco, Acontes, Aegaeon, Alipherus, Ancyor,	Archebates, Aseatas, Bucolione, Caneto, Carteron, Caucone, Charisius, Cleitor, Corethon, Cromus, Cynaethus, Daseatas, Dauno, Eleuther, Enotro, Evemone, Eumetes, Eumon, Fineo, Genetore, Haemon, Harpaleus, Harpalycus, Helix, Lebadus, Leon, Lino, Lycius, Lycos, Macareo, Macedone, Maenalus, Mantineus, Nittimo, Orcomeno, Oresteo, Pallade, Peraethus, Peucezio, Phassus, Phigalus, Phthius, Physius, Plato, Polichus, Portheus, Prothous, Socleus, Stymphalus, Teleboas, Tegeate, Thesprotus, Thocnus, Thyreus, Titanas, Trapezeus e Tricolonus.

## Il mito
Zeus, desiderando accertarsi dell'empietà di Licaone, andò, travestito da contadino, a chiedere ospitalità al sovrano. Il re per sapere se l'ospite fosse veramente una divinità decise di servire al banchetto in suo onore con le carni del nipote Arcade o in un'altra versione, quelle di un prigioniero. 

Il dio inorridito fulminò l'empio e tutti i suoi 49 figli, eccettuato Nittimo, salvato dalla dea Gea, il quale poté così succedere al padre.
Un'altra versione del mito, narrata da Publio Ovidio Nasone Metamorfosi, racconta che per la sua empietà Licaone fu punito con la trasformazione in un "feroce lupo", destinato a cibarsi di carne umana. Questa versione viene messa in rapporto con i sacrifici umani che si svolgevano in Arcadia in onore di Zeus Liceo, quando una vittima umana veniva immolata e i celebranti, che si erano cibati delle viscere, venivano trasformati in lupi per otto anni. Scaduto questo termine potevano ritornare umani, a patto che non avessero mangiato carne umana.
L'empietà di Licaone fu causa della furia di Zeus, che decise, assieme agli altri dei, di seppellire la terra sotto al Diluvio, al quale sopravvisse Deucalione, figlio di Prometeo e sua moglie Pirra.